# Phaeostigma euboicum
Phaeostigma euboicum är en halssländeart som först beskrevs av H. Aspöck och U. Aspöck 1976.  Phaeostigma euboicum ingår i släktet Phaeostigma och familjen ormhalssländor. Inga underarter finns listade i Catalogue of Life.